# هفت خاندان ممتاز ساسانی
در ساختار سیاسی و اجتماعی دوره ساسانی، هفت خاندان ممتاز نقشی کلیدی ایفا می‌کردند. این خاندان‌ها، که برخی از آن‌ها ریشه در دوره اشکانیان داشتند، از جایگاه ویژه‌ای در نظام قدرت برخوردار بودند. بسیاری از مناصب لشکری و کشوری به‌ صورت موروثی در اختیار آن‌ها قرار می‌گرفت.

## معرفی
ساسانیان ساختار ملوک‌الطوایفی را از اشکانیان به ارث بردند. بر همین اساس، در نظام شاهنشاهی تازه‌ تأسیسِ اردشیر یکم، طبقه رؤسای طوایف، که از مهم‌ترین سطوح قدرت پس از خاندان سلطنتی به‌شمار می‌آمدند، جایگاه خود را حفظ کردند. در رأس این طبقه، هفت خاندان ممتاز قرار داشتند.
از میان این هفت دودمان، دست‌کم سه خاندان ــ کارن، سورن و اسپاهبذ ــ در دوره اشکانیان نیز دارای مقام ممتاز بودند. این خاندان‌ها، که همگی از تبار اشکانی به‌شمار می‌رفتند، لقب «پهلو» (به معنای پارت) داشتند. انتساب به دودمان اشکانی، نشانه منزلت اجتماعی و سیاسی محسوب می‌شد؛ از این‌رو، برخی از خاندان‌های برجسته عصر ساسانی، از جمله اسپندیاذ (اسفندیار) و مهران، در تلاش بودند خود را به تبار اشکانی منسوب سازند.
| ترتیب | نام خاندان           | حوزهٔ نفوذی                                                                        |
| ----- | -------------------- | --------------------------------------------------------------------------------- |
| ۱     | خاندان سلطنتی ساسانی | پارس                                                                              |
| ۲     | خاندان مهران         | در ری اقامت داشتند ولی رودخانه مهران در ایالت پارس نیز منسوب به این دودمان است.   |
| ۳     | خاندان کارن پهلو     | نهاوند                                                                            |
| ۴     | خاندان سورن پهلو     | سیستان و بخش هایی از شرق همچنین رودی در ری و دهی در نزدیکی نیشابور بنام سورن است. |
| ۵     | خاندان اسپندیاذ      | ری، خاندان مهر نرسه که از این خاندان بودند، مقیم پارس بودند.                      |
| ۶     | خاندان زیک           | آذربایجان                                                                         |
| ۷     | خاندان اسپاهبذ پهلو  | طبرستانگرگان                                                                      |

## املاک خاندان‌ها
املاک ویسپوهران در سراسر قلمرو شاهنشاهی پراکنده بوده و به ویژه در نواحی پارس و ماد، تجمیع این املاک در قالبی یکپارچه امکان‌پذیر نبوده است.

## مشاغل خاندان‌ها
در دوره ساسانی، برخی مناصب و مشاغل جنبهٔ موروثی داشتند و به‌طور مشخص، این مناصب به رؤسای هفت خاندان ممتاز انتقال می‌یافت. برای نمونه، نام خاندان‌های سورن و مهران به کرات در میان سرداران سپاه ایران مشاهده می‌شود؛ از این‌ رو، می‌توان احتمال داد که مشاغل نظامی عمدتاً در اختیار این دو خاندان قرار داشته است.